# Насибов, Талех Асиф оглы
Талех Насибов (азерб. Taleh Asif oğlu Nəsibov; род. 19 июня 1985, Баку) — президент футбольного клуба «Зиря» (с 2020 года), президент Федерации мини-футбола Азербайджана (2019), директор «Azfar Group» (2013).

## Биография
Талех Асиф оглы Насибов родился 19 июня 1985 года в Баку. В 1991—2003 годах получил среднее образование в гуманитарной гимназии имени С. Джафара Пишвари. В 2003—2007 годах получил высшее образование в Азербайджанском Международном Университете. В 2007—2008 годах проходил действительную военную службу. 

## Карьера
В 2010—2013 годах работал директором ООО «СТАРК ЦЛС».
С 2013 года является директором «Azfar Group».
С 2019 года является президентом Федерации мини-футбола Азербайджана.
С 2020 года работает президентом футбольного клуба «Зиря».
В сезоне 2021/2022 ФК «Зиря» под руководством Талеха Насибова завоевал бронзовые медали чемпионата страны и серебряные медали национального кубка.
Национальная команда, участвовавшая в чемпионате Европы, проходившем в Кошице (Словакия) в июне 2022 года, добилась исторического успеха: мини-футболисты обыграли в финале 6-кратного чемпиона Европы Румынию и впервые в истории азербайджанского спорта удостоились звания чемпиона Европы.
Согласно опросу Центра спортивных исследований, руководство Федерации мини-футбола Азербайджана было выбрано самой активной федерацией 2022 года и вручило награду Талеху Насибову.
По результатам опроса Центра спортивных исследований национальной сборной по мини-футболу присвоено звание лучшей сборной 2022 года.
Согласно проведенному по итогам года опросу Министерства молодежи и спорта Азербайджана сборная по мини-футболу заняла второе место в номинации «Лучшая команда года».

## Галерея

Основателю и почетному президенту AMF Орхану Мамедову вручили форму сборной чемпиона Европы.
Со встречи в Баку с руководством Международной федерации мини-футбола (WMF).
С церемонии презентации фильма «Девятый момент», посвященного чемпионату Европы нашей мини-футбольной державы
С мероприятия Федерации мини-футбола Азербайджана
На мероприятии «Лучшее года» Министерства Молодежи и Спорта Азербайджана
Став чемпионом Европы, со встречи с президентом страны господином Ильхам Алиев
ФОТО с жеребьевки чемпионата Азербайджана по мини-футболу
С церемонии награждения Центра спортивных исследований.  Награда за номинацию самой активной федерации 2022 года.